# جوناثان غراوندز
جوناثان مارتن غراوندز (من مواليد 2 فبراير 1988) هو لاعب كرة قدم إنجليزي يلعب كظهير أيسر أو قلب دفاع لفريق.

## روابط خارجية
- الملف الشخصي على موقع نادي برمنغهام سيتي